# Separata de guion
Una separata de guion es el extracto del guion que se da a los actores y/o al equipo para que se lo estudien a la hora de realizar cualquier proyecto audiovisual (película, videoclip, episodio de televisión, anuncio, etc.). También se conoce como separata de guion al texto que se les envía a los actores para la preparación de una audición o casting. Este texto puede ser del mismo guion de la obra en cuestión u otro texto relacionado.   
La separata es realizada por el departamento de producción y, a veces, por los ayudantes de la dirección, en la industria cinematográfica suele ser realizado por el director de producción.  